# Carcelia obliterata
Carcelia obliterata är en tvåvingeart som beskrevs av Louis-Paul Mesnil 1950. Carcelia obliterata ingår i släktet Carcelia och familjen parasitflugor. Inga underarter finns listade i Catalogue of Life.